# Petăr Petrov
Petăr Petrov (in bulgaro Петър Петров?; 20 febbraio 1961) è un ex calciatore bulgaro, di ruolo difensore.

## Carriera

### Club
Durante la sua carriera, iniziata nel 1980 e terminata nel 1994, ha giocato con Levski Sofia, Beira-Mar e Beroe Stara Zagora.

### Nazionale
Durante la sua carriera ha più volte rappresentato la Nazionale bulgara, venendo convocato anche per i mondiali del 1986.